# Mantle Hood
Mantle Hood (24 juin 1918 - 31 juillet 2005) est un ethnomusicologue américain spécialisé dans le gamelan d'Indonésie. Il inaugura dans les années 1950 et 1960 une approche de l'étude de la musique et créa le premier département universitaire américain consacré à l'ethnomusicologie, à UCLA.
Il est le théoricien de la « bi-musicalité » (bi-musicality), qui impose à l'ethnomusicologue de se confronter également à son sujet en le pratiquant personnellement.

## Biographie
Hood est né à Springfield aux Etats Unis. Enfant, il étudie le piano, la clarinette et la saxophone. Dans les années 1930 il s'installe à Los Angeles. 
Il consacre sa thèse au "pathet", le système modal de la musique de l'île de Java.En 1960 il fonde l'institut d'Ethnomusicologie à UCLA.
Hood est le père du concept de la Bi-musicalité. Cette approche permet à l'ethnomusicologue d'étudier la musique d'un point de vue interne, c'est-à-dire en apprenant à jouer la musique étudiée pour en saisir les aspects techniques et esthétiques.